# Johann Georg Lohmann (Politiker)
Johann Georg Lohmann (* 24. Februar 1897 in Kiel; † 27. Oktober 1975 in Bremen) war ein Jurist, Diplomat und Politiker (FDP) sowie Mitglied der Bremischen Bürgerschaft.

## Biografie
Lohmann stammte aus der alten bremischen Familie Lohmann, war Ururenkel von Bürgermeister Johann Smidt und Enkel von Johann Georg Lohmann, Mitgründer und Direktor des Norddeutschen Lloyds. Er studierte Rechtswissenschaften und promovierte zum Dr. jur. Er war als Diplomat u. a. von 1927 bis 1935 in Washington, D.C. (USA), von 1935 bis 1937 in Memel und von 1938 bis 1943 in Berlin als Attaché im Auswärtigem Amt tätig.
Lohmann war der 1934 NSV und 1937 dem Nationalsozialistischen Rechtswahrerbund beigetreten. Zum 1. März 1937 schloss er sich der NSDAP an (Mitgliedsnummer 3.811.157). Von den Alliierten wurde er von Mai 1945 bis Juli 1947 interniert und im März 1948 nach Vorlage diverser Fürsprachen als „Mitläufer“ entnazifiziert.
Er war verheiratet mit Johanne Lohmann, die von 1959 bis 1967 auch eine FDP-Abgeordnete in der Bürgerschaft war. Die Familie kehrte 1945 wieder nach Bremen zurück und Lohmann wirkte nach der Entlassung aus der Internierung im Juli 1947 als Rechtsanwalt und Notar.
Ab 1950 war er Mitglied der FDP und von 1956 bis 1959 für Rolf Seggel Mitglied der 4. Bremischen Bürgerschaft und Mitglied verschiedener Deputationen.

## Auszeichnungen
1941 wurde er wegen seines Einsatzes für „den Zusammenhalt und die Festigung des Deutschtums“ in seiner Dienstzeit als Konsul in Memel sowie bei der Abwicklung des tschechischen diplomatischen Dienstes nach dem Einmarsch der Wehrmacht in die „Rest-Tschechei“ jeweils mit einer Verdienstmedaille ausgezeichnet.